# Baijinath
Baijinath (en népalais : बैजनाथ) est un comité de développement villageois du Népal situé dans le district d'Achham. Au recensement de 2011, il comptait 1 271 habitants.